# Такамацу, Дайки
Дайки Такамацу (яп. 高松 大樹, род. 8 сентября 1981, Убе, Ямагути) — японский футболист.

## Клубная карьера
На протяжении футбольной карьеры выступал за клубы «Оита Тринита» и «Токио».

## Карьера в сборной
С 2006 по 2007 год сыграл за национальную сборную Японии два матча.

### Статистика за сборную
| Сборная Японии | Сборная Японии | Сборная Японии |
| Год            | Матчи          | Голы           |
| -------------- | -------------- | -------------- |
| 2006           | 1              | 0              |
| 2007           | 1              | 0              |
| Итого          | 2              | 0              |

## Достижения
- Обладатель кубка Императора: 2011
- Обладатель кубка Джей-лиги: 2008